# Trespass (음반)
| 전문가 평가                   | 전문가 평가   |
| 평가 점수                     | 평가 점수     |
| 출처                          | 점수          |
| ----------------------------- | ------------- |
| AllMusic                      | [ 1 ]         |
| Rolling Stone                 | (unfavorable) |
| The Rolling Stone Album Guide | [ 3 ]         |
| The Daily Vault               | A–            |

《Trespass》는 영국의 록 밴드 제네시스의 두 번째 스튜디오 음반이다. 1970년 10월 23일에 카리스마 레코드에서 발매되었으며 기타리스트 앤서니 필립스와 함께한 그들의 마지막 음반이며 드러머 존 메이휴와 함께 한 유일한 음반이다.
제네시스는 1969년 가을에 프로로 전향하여 격렬하게 리허설을 하고 라이브쇼를 하기 시작했다. 이들은 런던 소호 중심부의 클럽인 로니 스콧의 재즈 클럽에서 거주 생활을 하는 등 수개월간의 순회공연을 마친 뒤 카리스마 레코드와 녹음 계약을 맺고 1970년 7월 런던의 트라이던트 스튜디오에 들어가 《Trespass》를 녹음했다. 이 음악은 그들의 첫 번째 음반 《From Genesis to Revelation》에 수록된 보다 대중적인 노래에서 포크를 향유하는 프로그레시브 록으로 탈바꿈하는 계기가 되었다. 이것은 여러 개의 12현 기타가 달린 가벼운 음향 작품에서부터 더 헤비한 라이브를 좋아하는 〈The Knife〉에 이르기까지 다양했다. 이 커버는 폴 화이트헤드가 디자인한 것으로, 커버를 가로질러 칼이 깎여진 것이 특징이다.
녹음 직후 필립스는 그룹을 떠나기로 결정했고, 이로 인해 제네시스가 분열될 뻔했다. 논의를 마친 그들은 메이휴를 필 콜린스로, 필립스를 스티브 해킷으로 교체하는 등 계속하기로 합의했다. 《Trespass》는 발매 후 큰 성공을 거두지 못했고, 영국과 미국에서 차트 작성에는 실패했고 비평가들로부터 엇갈린 평가를 받았지만, 벨기에에서는 상업적으로 성공하여 밴드의 경력을 유지하는 데 도움이 되었다. 1984년 영국 100위권에 대한 재발행은 간략히 기록되었다.

## 커버 아트
음반 커버는 폴 화이트헤드가 그렸는데 그는 밴드의 다음 두 음반 커버도 했다. 커버에는 두 사람이 창밖으로 산들을 내다보고 있는 모습이 담겨 있었는데, 그 모습은 노래들 중 일부의 목가적인 주제를 나타내고 있었다. 화이트헤드가 커버를 끝내고 나서 밴드는 런닝 오더에 〈The Knife〉를 추가했다. 커버가 더 이상 음반의 분위기에 맞지 않는다고 느낀 그들은 화이트헤드에게 다시 해 달라고 부탁했다. 화이트헤드가 꺼리자 밴드 멤버들은 그에게 실제 칼로 캔버스를 내리치도록 영감을 주었다.

## 곡 목록
모든 곡들은 토니 뱅크스, 피터 가브리엘, 앤서니 필립스 그리고 마이크 러더퍼드가 작사/작곡하였다.
| #  | 제목                    | 재생 시간 |
| -- | ----------------------- | --------- |
| 1. | 〈Looking for Someone〉 | 7:06      |
| 2. | 〈White Mountain〉      | 6:45      |
| 3. | 〈Visions of Angels〉   | 6:51      |

| #  | 제목           | 재생 시간 |
| -- | -------------- | --------- |
| 1. | 〈Stagnation〉 | 8:45      |
| 2. | 〈Dusk〉       | 4:15      |
| 3. | 〈The Knife〉  | 8:55      |